# Thera privata
Thera privata är en fjärilsart som beskrevs av Louis Beethoven Prout 1938. Thera privata ingår i släktet Thera och familjen mätare. Inga underarter finns listade i Catalogue of Life.